# Ferganoconchidae
Ferganoconchidae zijn een uitgestorven  familie van tweekleppigen uit de orde Veneroida.